# 朝日町 (福井縣)
朝日町（日语：／ Asahi chō */?）為過去位于日本福井縣北部的行政區劃，轄區主要位於丹生山地以東的鯖武盆地西側；已於2005年合併為新設立的越前町。

## 歷史
過去在令制國時代屬於越前國丹生郡，江戶時代第八代將軍徳川吉宗在成為將軍前，曾在1697年自五代將軍德川綱吉獲封本地的領地，建立葛野藩，直到1705年徳川吉宗回到紀州藩繼任藩主，葛野藩才被廢除。
在19世紀末江戶時代時，本地分屬福井藩、西尾藩、大野藩、鯖江藩，其中也有旗本領和幕府直屬領，明治維新後，原屬幕府及旗本的領地在1871年被劃入新設立的本保縣，在同年實施的廢藩置縣後，其餘原屬各藩的領地則改隸屬福井縣、郡上縣、西尾縣、鯖江縣、大野縣，不過在同年底進行的第一次府縣整併中，全數區域被整併至足羽縣，1873年隨著足羽縣被併入敦賀縣，但敦賀縣在1876年遭到廢除，本地被併入石川縣，直到1881年才改隸屬新設立的福井縣。
1889年日本實施町村制，朝日町的轄區在當時分屬朝日村、常磐村、糸生村共三個行政區劃，朝日村先在1946年升格朝日町，1951年併入常磐村的大部分地區，1955年再與糸生村合併為新設立的朝日町。
2000年代日本政府開始推動平成大合併，朝日町於2005年與同屬丹生郡的越前町、織田町、宮崎村合併為新設立的越前町。

### 變遷表
| 1889年4月1日 | 1889年 - 1912年           | 1912年 - 1944年           | 1945年 - 1954年            | 1945年 - 1954年            | 1955年 - 1989年            | 1989年 - 現在             | 現在                      |
| ------------ | ------------------------- | ------------------------- | -------------------------- | -------------------------- | -------------------------- | ------------------------- | ------------------------- |
| 糸生村       | 糸生村                    | 糸生村                    | 糸生村                     | 糸生村                     | 1955年3月31日 合併為朝日町 | 2005年2月1日 合併為越前町 | 2005年2月1日 合併為越前町 |
| 朝日村       | 朝日村                    | 朝日村                    | 1946年10月1日 改制為朝日町 | 朝日町                     | 1955年3月31日 合併為朝日町 | 2005年2月1日 合併為越前町 | 2005年2月1日 合併為越前町 |
| 常磐村       | 常磐村                    | 常磐村                    | 1951年4月1日 併入朝日町    | 朝日町                     | 1955年3月31日 合併為朝日町 | 2005年2月1日 合併為越前町 | 2005年2月1日 合併為越前町 |
| 常磐村       | 常磐村                    | 常磐村                    | 1951年4月1日 合併為織田村  | 1951年11月1日 改制為織田町 | 1951年11月1日 改制為織田町 | 2005年2月1日 合併為越前町 | 2005年2月1日 合併為越前町 |
| 織田村       |                           |                           | 1951年4月1日 合併為織田村  | 1951年11月1日 改制為織田町 | 1951年11月1日 改制為織田町 | 2005年2月1日 合併為越前町 | 2005年2月1日 合併為越前町 |
| 萩野村       |                           |                           | 1951年4月1日 合併為織田村  | 1951年11月1日 改制為織田町 | 1951年11月1日 改制為織田町 | 2005年2月1日 合併為越前町 | 2005年2月1日 合併為越前町 |
| 宮崎村       |                           |                           |                            |                            |                            | 2005年2月1日 合併為越前町 | 2005年2月1日 合併為越前町 |
| 城崎村       | 城崎村                    | 城崎村                    | 城崎村                     | 城崎村                     | 1955年3月1日 合併為越前町  | 2005年2月1日 合併為越前町 | 2005年2月1日 合併為越前町 |
| 四浦村       | 1907年8月1日 合併為四浦村 | 1907年8月1日 合併為四浦村 | 1946年8月1日 改制為四浦町  | 1946年8月1日 改制為四浦町  | 1955年3月1日 合併為越前町  | 2005年2月1日 合併為越前町 | 2005年2月1日 合併為越前町 |
| 上岬村       | 1907年8月1日 合併為四浦村 | 1907年8月1日 合併為四浦村 | 1946年8月1日 改制為四浦町  | 1946年8月1日 改制為四浦町  | 1955年3月1日 合併為越前町  | 2005年2月1日 合併為越前町 | 2005年2月1日 合併為越前町 |

## 交通
於2005年前廢除時，朝日町轄內無鐵路也無高速公路通過，過去福井鐵道在1973年以前曾經有鯖浦線，可自國鐵鯖江車站往西通入町內東部，再轉往南接入宮崎村、織田町；但由於路線為了通過更多聚落而彎曲費時，逐漸無法與自鯖江車站發出的直行客運路線競爭，因而在1970年代逐漸分段停止營運。

## 姊妹、友好城市

### 日本
- 瀨高町（日语：瀬高町）（福岡縣）
- 西尾市（愛知縣）

## 備註
1. ↑  於1871年第一次設立的福井縣，與現在的福井縣沒有直接關係。
2. ↑  於1881年第二次設立的福井縣，與1871年設立的福井縣沒有直接關係。